# Jacob Smitaren
Jacob Smitaren är en svensk dramafilm från 1983 i regi av Göran du Rées. I rollerna ses bland andra Roland Janson samt de relativt okända skådespelarna Carina Eriksson och Elvy Wallöf-Eriksson. Janson skrev även filmens manus tillsammans med du Rées och Christina Olofson.

## Om filmen
Inspelningen ägde rum under tre veckor i Göteborg med Olofson som producent och du Rées som fotograf. Göran Lagerberg komponerade musik till filmen och Olofson var klippare. Filmen premiärvisades den 11 februari 1983 på biograferna Cosmorama i Göteborg, Spegeln i Stockholm, Spegeln i Umeå samt Camera i Växjö.
Filmen var en av huvudattraktionerna på Göteborgs filmfestival i februari 1983. Den fick genomgående negativ respons från kritikerna.

## Handling
Jacob Andersson har successivt hamnat i ett alkoholberoende, vilket gör att hans fru lämnar honom med parets barn. Jacob har efter skilsmässan inte träffat dottern Camilla trots att han tänkt tanken att han borde. En dag nås han av meddelandet att hon är död, vilket först leder till ett sammanbrott och sedan till insikten om att han har kastat bort sitt liv. Jacob drivs nu av vrede och vill till varje pris hämnas sin dotters död.

## Rollista
- Roland Janson – Jacob Andersson
- Carina Eriksson – Camilla Andersson
- Elvy Wallöf-Eriksson – Lilly Andersson
- Hans Mosesson – Bosse
- Margita Ahlin – Karin Sandström
- Bodil Fransson – Mia
- Med Reventberg – Eva
- Stellan Johansson – utesovaren
- Sven Wollter – läkaren
- Lars Alerås – prästen

### Fotnoter
1. 1 2 3 4  ”Jacob Smitaren”. Svensk Filmdatabas. http://sfi.se/sv/svensk-filmdatabas/Item/?itemid=14553&type=MOVIE&iv=Basic&ref=/templates/SwedishFilmSearchResult.aspx?id%3d1225%26epslanguage%3dsv%26searchword%3djacob+smitaren%26type%3dMovieTitle%26match%3dBegin%26page%3d1%26prom%3dFalse. Läst 16 maj 2013.